# Michèle Causse
Pour les articles homonymes, voir Causse (homonymie).
Michèle Causse, née le 29 juillet 1936 à Martel (Lot) et morte le 29 juillet 2010 par suicide assisté via l’association Dignitas à Zurich, est une écrivaine et une traductrice française. Elle invente le néologisme dé/naître, euphémisme pour mourir.

## Biographie
Michèle Causse naît le 29 juillet 1936 à Martel dans le Lot.
Dans ses essais et « fables » autobiographiques, elle dénonce le sexage que véhicule « l’androlecte », langage universel au service des visées d’un seul humain du genre masculin.
Elle travaille la langue, invente de nouveaux concepts afin de la rendre éthique et jouissive. Lesbienne et militante pour les droits LGBT, elle souhaite une prise en compte du point de vue politique des dites minoritaires.
Angliciste et italianiste, elle traduit plusieurs œuvres de Ti-Grace Atkinson, Djuna Barnes, Willa Cather, Mary Daly, Melville, Ignazio Silone, Alice Ceresa, Dacia Maraini, Natalia Ginzburg, Luigi Malerba, etc.
À l'anniversaire de ses 74 ans, Michèle Causse bénéficie du suicide assisté en Suisse avec l'aide de Dignitas. Elle subit alors depuis une vingtaine d'années une maladie fragilisant ses os,.

### Romans et récits
- L'Encontre, éditions des femmes, 1975.
- (          )[5], éd. Trois, 1987.
- Voyages de la grande naine en Androssie, éd. Trois, 1993.
- (en) « Court of appeal », Anthologie Orlanda Frauenverlag, 1997.

### Essais
- « Dire du corps, corps du dire », postface au Journal d'une femme soumise de Mara, Flammarion, 1979.
- Petite réflexions sur Bartleby, éd. Le Nouveau commerce, 1980.
- Berthe ou un demi-siècle auprès de l'Amazone, éd. Tierce, 1980.
- « Rencontre avec Djuna Barnes », L'Almanach des dames, Flammarion, 1982.
- « Le monde comme volonté et représentation », Revue Vlasta, no 1, printemps 1983.
- L'interloquée - Les oubliées de l'oubli - Dé/générée, éd. Trois, 1990.
- Quelle lesbienne êtes-vous ?, éd. Parole de lesbienne, 1996.
- Contre le sexage, Balland, coll. Le Rayon, 2000.
- « Une politique textuelle inédite : l'alphalecte », Lesbianisme et féminisme : histoires politiques, L'Harmattan, 2003.
- « Hors de soi », Disent-ils, éd. AHLA-Bagdam, 2006.
- « Stratégies d'annulation du genre dans les paraboles parasites chez Monique Wittig », Les Rencontres de Bellepierre, éd. Arnaud Sabatier, janvier 2009.
- Requiem pour il et elle, écrit avec Katy Barasc , Éditions iXe, septembre 2014.

### Recueils
- Écrits, voix d'Italie, éditions des femmes, 1977.
- Stèle de Jane Bowles, éd. Le Nouveau commerce, 1978.
- (en) Lesbiana : seven portraits, éd. Le Nouveau commerce, 1980.
- Lettres à Omphale, Denoël, 1983.

### Poésie
- L'Intruse, éd. Le Nouveau commerce, 1980.

### Théâtre
- À quelle heure est la levée dans le désert ?, éd. Trois, 1989.

### Conférences
- Du phi langage à l'alpha langage, Centre culturel canadien, 24 juin 1998.
- Pour en finir avec l'androlecte, Collège de France, décembre 1998.
- Du langage au langage, EHESS, 1999.
- Qui a peur de Valérie Solanas ?, 4e colloque International d'études lesbiennes : fureur et jubilation, 9-12 avril 2004.

## Documents audiovisuels
- La narrée navrée, lecture, Centenaire de Violette Leduc, vidéo, Arras, 2007
- Une écrivain en terres occupées, film de Michel Garcia-Luna, DVD 47 min 20, Ed. Lunaprod, 2005
- Corps de paroles, film de Suzanne Vertue et Dianne Heffernan, 37 min, Video-elles, Montréal, 1989
- À la lettre, cassette, Ed. Anne-Marie Alonzo, Montréal
- Dignitas, Death on Prescription, reportage de Emmanuelle Bressan-Blondeau et Jean-Bernard Menoud, 56 min, RTS, Suisse, 2011[6]
- Michèle Causse, film de Denise Brial, DVD couleur 50 min. Paris, ATALANTE Vidéos Féministes, 2012

## Articles
- « Nomen est omen », post-face in Défigures du soi, (inédit)
- Claude Cahun ou la mutante héroïque, Pour une anthologie des créatrices lesbiennes dans la Résistance, a cura di Paola Guazzo, Bagdam Espace Lesbien, avril 2008
- La narrée navrée, Centenaire de Violette Leduc, Revue Trésors à prendre, dir. Elisabeth Seys, 2007
- Inside Deep throat, commentaires sur le film  Deep Throat, en collaboration avec Katy Barasc, Sisyphe, 2006
- Pourquoi les gays ne peuvent-ils pas être les alliés objectifs des lesbiennes ?, Les Pénélopes, 2002, Bagdam Espace Lesbien, 2006
- Noir dessein (lettre à Nicolas Hulot), Bagdam Espace Lesbien, 2006
- Le genre comme espace de contention, Université de Beyrouth, 2005
- À propos de Lynndie England : Tragédie de la mimesis ou comment muer l'objet en sujet répréhensible, in collaboration with Katy Barasc, Sisyphe, 2004
- Qui a peur de Valerie Solanas ?, Bagdam Espace Édition, Toulouse, 2004, pages 19–35
- Hommage à Monique Wittig, Extrait du chapitre « La grande Pérégrine » in Voyages de la Grande Naine en Androssie (Ed. Trois, Montréal, 1993), numéro spécial, Labrys-études féministes, Brasilia-Montréal-Paris, septembre 2003
- Sur le voile, Sisyphe, 2003
- Une politique textuelle inédite : l'alphalecte in Lesbianisme et féminisme. Histoires politiques, Ed. L'harmattan, 2002
- L'universite : Alma mater ou père indigne ?, 2e Colloque international d'études lesbiennes : La grande dissidence et le grand effroi, Actes du colloque Espace lesbien no 2, Bagdam Espace Édition, Toulouse, 2001

## Traductions
- Luchino Visconti, Rocco et ses frères, [Rocco e i suoi fratelli], traduit de l'italien par Michèle Causse, Éditions Buchet-Chastel, Paris, 1961
- Michelangelo Antonioni, La Nuit, [La Notte], traduit de l'italien par Michèle Causse, Buchet-Chastel, 1961
- Michelangelo Antonioni, L'Aventure de L'Avventura de Michelangelo Antonioni par Tommaso Chiaretti, traduit de l'italien par Michèle Causse, Buchet-Chastel, 1961
- Mauro Bolognini, Le Mauvais Chemin, [La Viaccia], traduit de l'italien par Michèle Causse, Buchet-Chastel, 1961
- Primo Levi, J'étais un homme, [Se questo è un uomo |Se questo è un uomo], traduit de l'italien par Michèle Causse, Buchet-Chastel, 1961
- Djuna Barnes, Almanach des dames, traduit de l'anglais par Michèle Causse, Postface de Michèle Causse, Flammarion, Paris, 1982
- Djuna Barnes, James Joyce, traduit de l'anglais par Michèle Causse, Tiré à part du Cahier no 42/43. Le Nouveau Commerce, Paris, 1982
- Alfred Boeldeke, avec Louis Hagen, Graciela et les chasseurs de tête, [With Graciela to the head-hunters], traduit de l'anglais par Michèle Causse et Maurice Muller-Strauss, Flammarion, 1962
- Eric Collier, La Rivière des castors, [Three against the wilderness], traduit de l'anglais par Michèle Causse et Maurice Muller-Strauss, Club des éditeurs, 1963
- Walt Disney, Le Complot des deux sœurs, adapté de l'italien par Michèle Causse, Hatier, 1963
- Sadio Garavini di Turno, Lolomaï, [Lolomai], traduit de l'italien par Michèle Causse, Flammarion, 1963
- Djuna Barnes, Aux Abysses, suivi de La Colombe, traduit de l'anglais par Michèle Causse, Ryôan-Ji, Marseille, 1984
- Djuna Barnes, Divagations malicieuses, traduit de l'anglais par Michèle Causse, Ryôan-Ji, Marseille, 1985
- Ignazio Silone, Sortie de secours, [Uscita di sicurezza], traduit de l'italien par Michèle Causse, Del Duca, 1966
- Luigi Malerba, Le Serpent cannibale, [Il Serpente], traduit de l'italien par Michèle Causse, Éditions Grasset, 1967
- Ignazio Silone, Fontamara, traduit par J. P. Samson et Michèle Causse, Del Duca, 1967
- Ignazio Silone, Le Pain et le vin, [Pane e vino], traduit de l'italien par Michèle Causse, Del Duca, 1968
- Ignazio Silone, Le Grain sous la neige, [Il Seme sotto neve], traduit par Michèle Causse, Éditions mondiales, 1969
- Ercole Patti, Ce merveilleux automne suivi de La cousine, traduit par Michèle Causse et Hélène Pasquier. Éditions Stock, Paris, 1969
- Ercole Patti, Une jeune fille de Catane, traduit de l'italien par Michèle Causse, Éditions Stock, Paris, 1971
- Alice Ceresa, La Fille prodigue, traduit de l'italien par Michèle Causse, Éditions des Femmes, Paris, 1975
- Erika Kaufmann, Transfert, traduit de l'anglais par Michèle Causse, Éditions des Femmes, Paris, 1975
- Herman Melville, Bartleby, traduit de l'anglais par Michèle Causse, Cahier no 35. Le Nouveau Commerce, Paris, 1976
- Dacia Maraini, Femmes en guerre, traduit de l'italien par Michèle Causse, Éditions des Femmes, Paris, 1977
- Sergio Solmi, Méditations sur le scorpion, traduit de l'italien par Michèle Causse, Cahier no 39/40. Le Nouveau Commerce, Paris, 1978
- Jane Bowles, Stèle, traduit de l'anglais par Michèle Causse, Textes présentés par Michèle Causse. Le Nouveau Commerce, Paris, 1978
- Theodore Zeldin, Goût et corruption. Histoire des passions françaises 1848 - 1945, Tome 3, traduit de l'anglais par Michèle Causse et Catherine Erhel. Collection Recherches, Éditions Encres, Paris, 1979
- Mary Daly, Notes pour une ontologie du féminisme radical, traduit de l'anglais par Michèle Causse, Éditions L'Intégrale, Outremont Montréal, 1982
- Gertrude Stein, Q.E.D. Les choses comme elles sont, traduit de l'anglais par Michèle Causse, Coéditions Vlasta/Remue Menage, Paris/Montreal, 1986
- Millicent Dillon, Jane Bowles, une femme accompagnée, traduit de l'anglais par Michèle Causse, Textes présentés par Michèle Causse. Deuxtemps Tierce, Paris, 1989
- Herman Melville, Bartleby. Les Îles Enchantées. Le Campanile, traduit de l'anglais par Michèle Causse, Flammarion, Paris, 1989
- Dôre Michelut, Loyale à la chasse, traduit de l'anglais par Michèle Causse, Traduction "Prix du Gouverneur Général, Canada. Éditions Trois, Montréal, 1994
- Willa Cather, Destins obscurs, traduit de l'anglais par Michèle Causse, Éditions Payot-Rivages, Paris, 1994
- Alice Munro, Un demi pamplemousse, traduit de l'anglais par Michèle Causse, Éditions Rivages, Paris, 2002
- Natalia Ginzburg, Les Mots de la tribu, [Lessico famigliare], traduit de l'italien par Michèle Causse ; Collection Les cahiers rouges. Éditions Grasset, Paris, 2008

## Autres
- Berthe ou un demi-siècle auprès de l'Amazone, souvenirs de la gouvernante de Natalie Clifford Barney recueillis et préfacés par Michèle Causse (Tierce, 1980).